# Weinbergstraße (Bad Freienwalde, Oder)
Die Weinbergstraße ist eine Straße in Bad Freienwalde (Oder) im Landkreis Märkisch-Oderland in Brandenburg. Eine genaue Aufstellung der denkmalgeschützten Häuser befindet sich in der Liste der Baudenkmale in Bad Freienwalde (Oder).

## Lage und Geschichte
Die Straße beginnt an der Uchtenhagenstraße und läuft in südwestlicher Richtung. Nach Einmündung der Johannistraße ist der Verkehrsweg eine Sackgasse. Die Straße steigt ab hier deutlich an, sie liegt im ehemaligen Weinbergtal. Die Nummerierung der Gebäude beginnt an der Uchtenhagenstraße auf der linken Seite und läuft hufeisenförmig weiter. Von der Weinbergstraße aus ist der Ruinenberg mit der künstlichen Ruine zugänglich.
Hier an der Weinbergstraße befand sich lange der Amtsweinberg. Das Gelände war damals sieben Morgen groß. In den Jahren 1866–1867 wurde das Humanistische Gymnasium in der Weinbergstraße 4 erbaut. 1868 erhielt die Straße ihren offiziellen Namen Weinbergstraße. In den folgenden dreißig Jahren ließen sich hier gutsituierte Bürger nieder, unter anderen Victor Blüthgen, ein Schriftsteller und Dichter. Er lebte im Haus Nummer 16, das jedoch im Zweiten Weltkrieg zerstört wurde. Die meisten Villen und Häuser aus der Bauzeit sind erhalten und unter Denkmalschutz gestellt worden.

## Baudenkmale

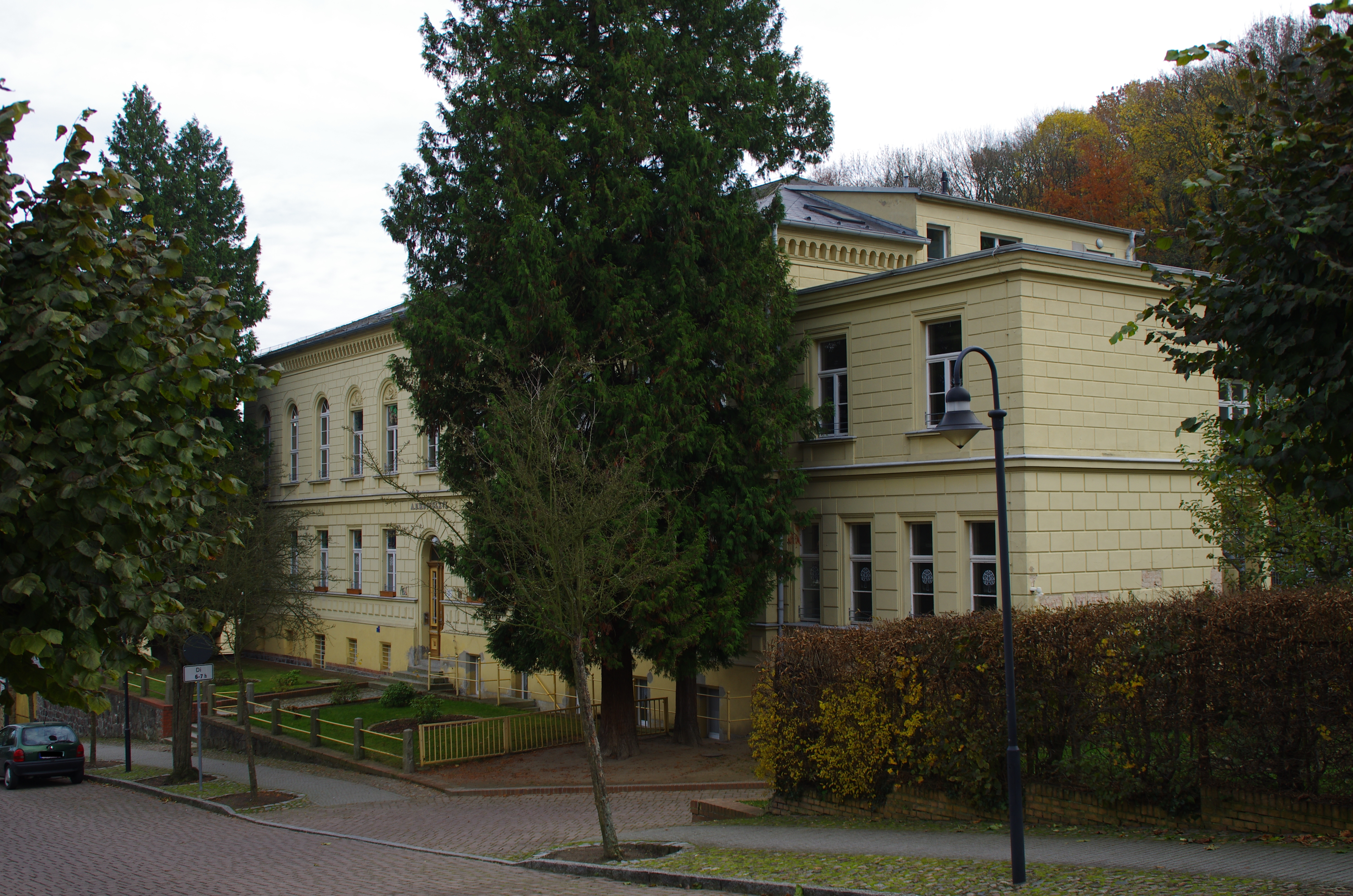
Grundschule in der Weinbergstraße 4

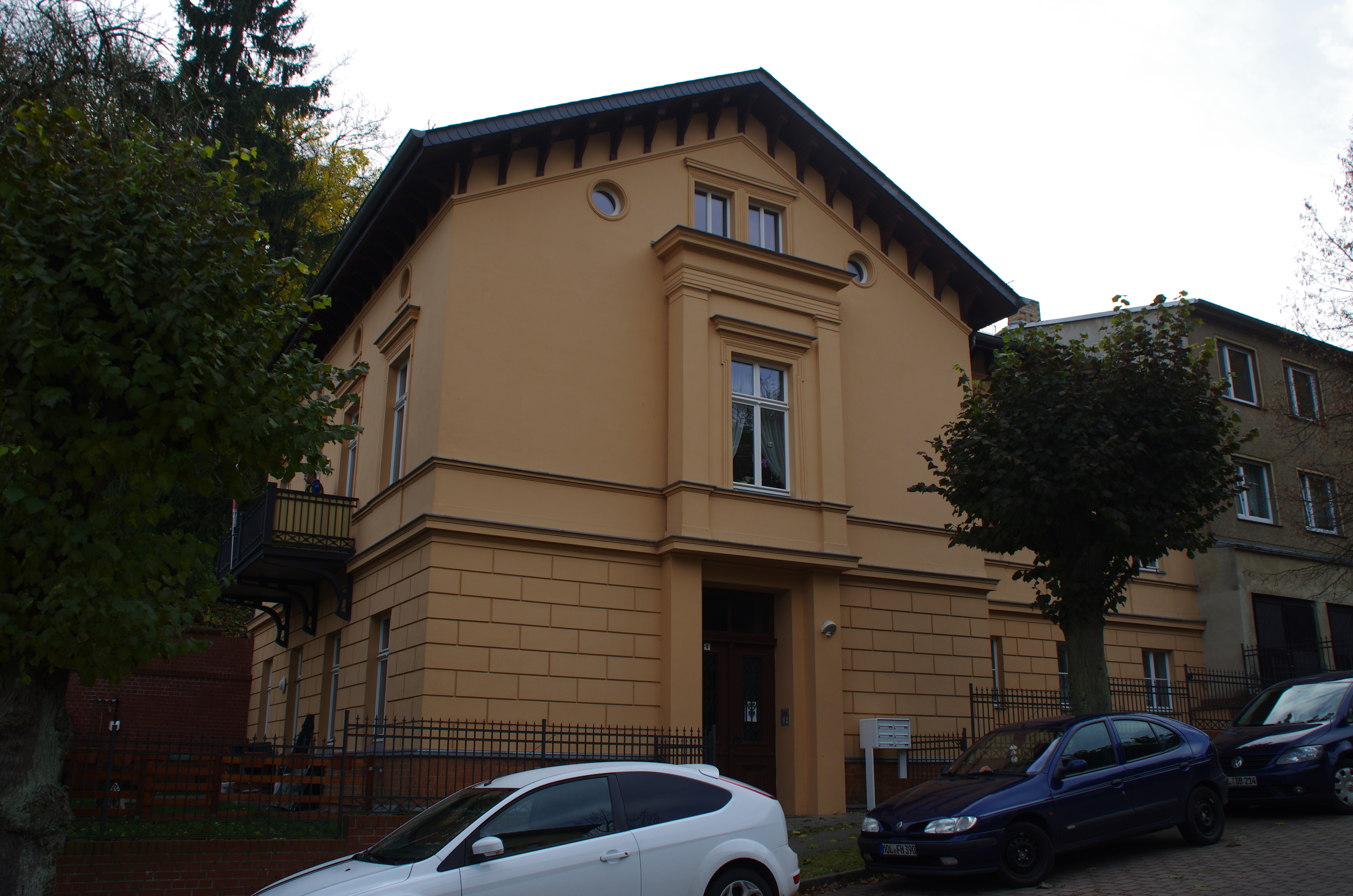
Villa Weinbergstraße 6

In der Weinbergstraße sind drei Häuser und die künstliche Ruine auf dem Ruinenberg denkmalgeschützt.
- Künstliche Ruine: von der Weinbergstraße geht ein schmaler Fußweg in nördlicher Richtung zu einer Spitze des Ruinenberges. Angelegt wurde die Ruine im Jahre 1820. Es ist ein kleiner Turmbau, der aussieht, als würde er bald einstürzen. Er kann als Aussichtspunkt genutzt werden.

- Weinbergstraße 4: Das Gymnasium mit einer Turnhalle und einem Aborthaus war das erste Gebäude an der Weinbergstraße. Erbaut wurde es von 1866 bis 1867. Die Geschichte des Gymnasiums begann aber bereits 1865, damals befand es sich im Landhaus an der Gesundbrunnenstraße. Bereits 1881 wurde die Schule erweitert. Das Gebäude ist zweigeschossig und gegenüber der Straße etwas zurückgesetzt.

- Weinbergstraße 6: Die Villa wurde wahrscheinlich 1890 im Stil italienischer Landhäuser erbaut. Die Villa besteht aus zwei Teilen der linke ist giebelständig, der rechte traufständig, jeweils mit Satteldach.

- Weinbergstraße 17/17a: Die Villa mit Gartenhaus wurde im letzten Viertel des 19. Jahrhunderts im spätklassizistischen Stil erbaut. Um das Jahr 1905 erwarb es der Berliner Architekt Max Stutterheim und nutzte es zu Wohnzwecken für seine Familie. Nach dem Zweiten Weltkrieg fiel das Gebäude unter Enteignung und diente ab den 1950er Jahren zuerst als Fachschule für Säuglingspflege, danach war es ein DRK-Schwesternheim.[2]